# Dinochloa sepang
Dinochloa sepang är en gräsart som beskrevs av Elizabeth A. Widjaja och Astuti. Dinochloa sepang ingår i släktet Dinochloa och familjen gräs. Inga underarter finns listade i Catalogue of Life.